# Jake Allen (hokeista)
Jake Allen (ur. 7 sierpnia 1990 w Fredericton, prowincja Nowy Brunszwik, Kanada) – kanadyjski hokeista, gracz NHL, reprezentant Kanady.

## Kariera klubowa
- St. John’s Fog Devils (2007-2008)
- St. Louis Blues (22.10.2008 - 
  -  Montreal Juniors (2008-2010)
  -  Drummondville Voltigeurs (2010)
  -  Peoria Rivermen (2010-2013)
  -  Chicago Wolves (2013–2014)

## Kariera reprezentacyjna
- Reprezentant Kanady na MŚJ U-18 w 2008
- Reprezentant Kanady na MŚJ U-20 w 2010

## Sukcesy
Indywidualne
- MVP MŚJ U-18 w 2008

Reprezentacyjne
- Złoty medal z reprezentacją Kanady na MŚJ U-18 w 2008
- Srebrny medal z reprezentacją Kanady na MŚJ U-20 w 2010

Klubowe
- Puchar Stanleya z zespołem St. Louis Blues w sezonie 2018-2019